# Cầu Hohenzollern
Cầu Hohenzollern (tiếng Đức: Hohenzollernbrücke) là một cây cầu qua sông Rhine Đức tại thành phố Köln. Nó đi qua sông Rhine tại km 688,5. Ban đầu, cây cầu là cả một tuyến đường sắt và đường phố, tuy nhiên, sau khi nó bị phá hủy vào năm 1945 và tái thiết sau này của nó, cầu này chỉ còn là cầu đường sắt và giao thông cho người đi bộ.
Đây là cây cầu đường sắt được sử dụng nhiều nhất ở Đức, kết nối Hauptbahnhof Köln và nhà ga Köln Messe / Deutz với nhau.

## Lịch sử
Cây cầu được xây dựng từ năm 1907 và 1911 sau khi cây cầu cũ, cầu Giáo đường (Dombrücke), đã bị phá bỏ. Cầu Giáo đường đã không thể xử lý lưu lượng truy cập ngày càng tăng ở Köln.  Nó được đặt tên theo nhà Hohenzollern.
Cây cầu Hohenzollern là một trong những cây cầu quan trọng nhất ở Đức trong Thế chiến II, ngay cả trong các cuộc không kích phù hợp hàng ngày cây cầu bị hư hỏng nặng. Ngày 6 tháng 3 năm 1945, các kỹ sư quân sự Đức đã làm nổ tung cầu khi quân đội Đồng Minh bắt đầu cuộc tấn công của ở Köln.
Sau chiến tranh, cầu được xây dựng lại một cách nhanh chóng tổ chức, đến ngày 8 tháng 5 năm 1948, người đi bộ có thể đi qua cây cầu Hohenzollern một lần nữa. Mười một năm tiếp theo, cây cầu đã được nâng cấp cho đến khi năm 1959, nó có thể thể sử dụng mà không có bất kỳ hư hỏng. Trong thập niên1980, cây cầu đã được cải tạo với hai đường mới. Cầu Hohenzollern thường xuyên có hơn 1200 xe lửa đi qua hàng ngày. cây cầu được coi là một phần quan trọng của Köln như nó kết nối nhà ga trung tâm của Cologne với các thành phố lớn của châu Âu ở phía bên kia của sông Rhine.